# Гёзе, Адриан
Адриан Гёзе (нидерл. Adriaan Geuze, МФА: [ˈaːdriˌjaːn ˈɣøːzə]; р. 28 октября 1960, Дордрехт, Нидерланды) — нидерландский архитектор. Специалист в области градостроительного планирования, ландшафтной архитектуры и общественных зон. Основатель (совместно с Паулом ван Беком) архитектурного бюро West 8 (1987).

## Биография

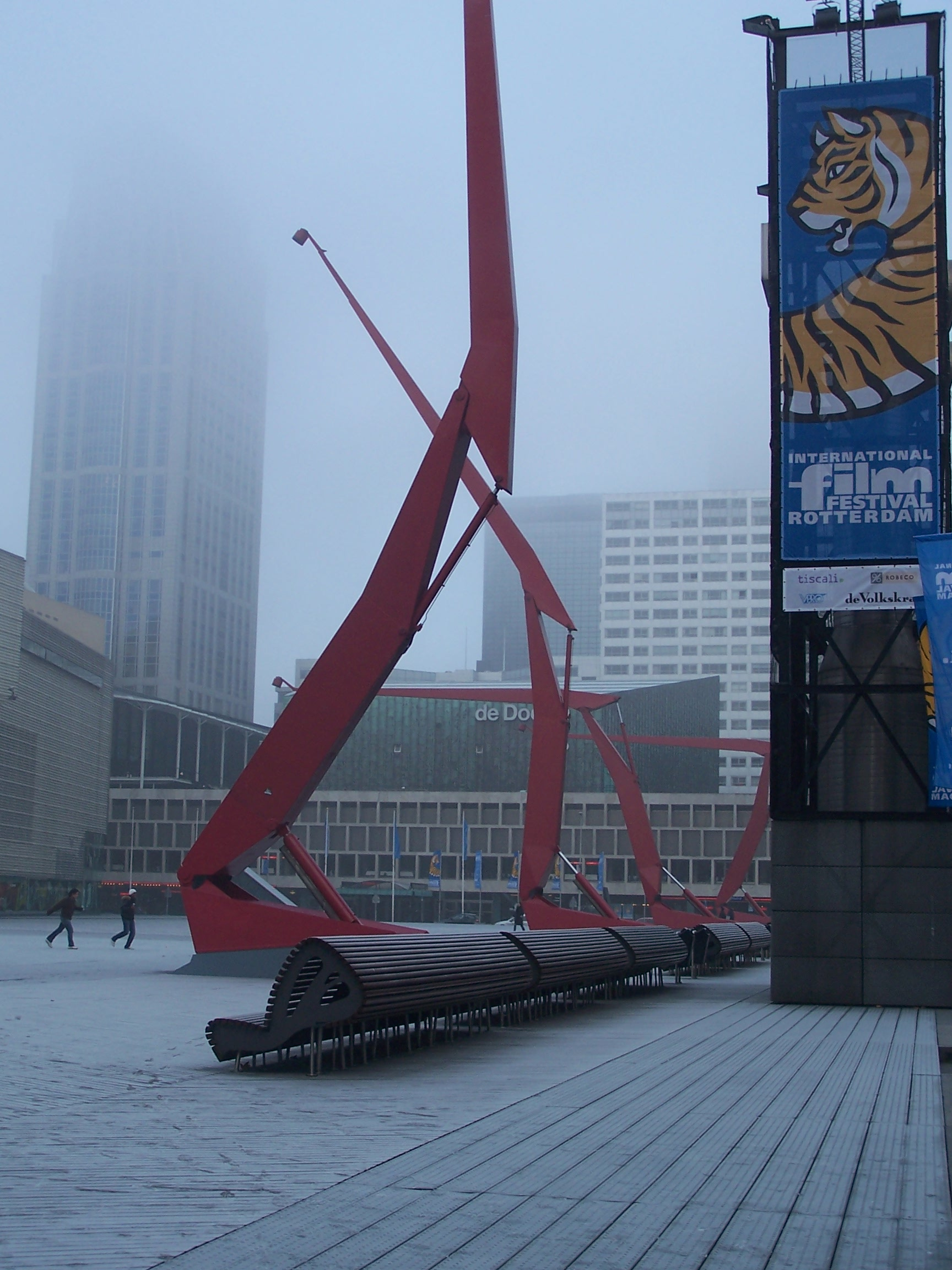
Schouwburgplein, Роттердам

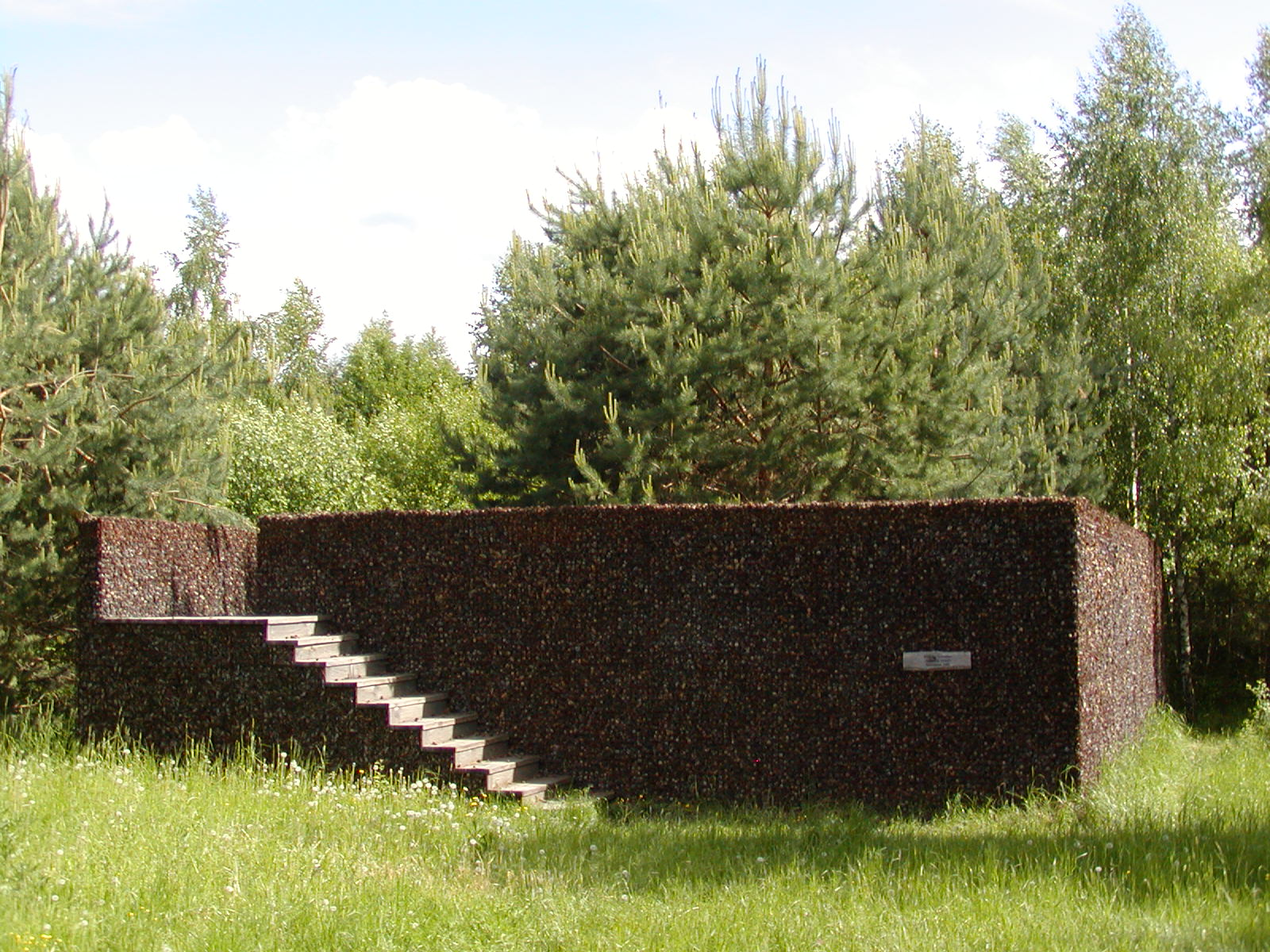
«Павильон шишек» (Парк «Никола-Ленивец», Калужская область, Россия)

В 1987 году окончил Вагенингенский университет в Нидерландах и в том же году вместе с архитектором Паулом ван Беком основал архитектурное бюро West 8, специализирующееся на градостроительном планировании, ландшафтной архитектуре и общественных зонах.
С конца 1990-х годов — приглашённый лектор Гарвардского университета. Кроме того, преподаёт в нидерландских вузах — Делфтском техническом университе, Академии архитектуры и градостроительства (Роттердам), Институте Берлаге (Амстердам).
Куратор Международной архитектурной биеннале 2005 года в Роттердаме.

## Проекты
- Мост «Питон» (район Истерн-Доклендс, Амстердам, Нидерланды, 2001)
- «Павильон шишек» (парк «Никола-Ленивец», Калужская область, Россия, 2007)
- Governor's Island  (Нью-Йорк, США)
- Playa de Palma (Мальорка)
- Urban Waterfront Revitalization (Торонто, Канада)
- Central Station Rotterdam (Team CS, Нидерланды)
- Jubilee Gardens (Лондон, Великобритания)
- Public Space Luxury Village (Москва, Россия)
- Park Global Egyptian Museum (Каир, Египет)
- Buona Vista Park (Сингапур)
- Schouwburgplein; public space design (Роттердам, Нидерланды)
- Parc Jean-Baptist Lebas (Лилль, Франция)
- Harbour Development Copenhagen (Дания)
- Stratford City; urban design (Лондон, Великобритания)
- Channel Island; masterplan, public space and bridge (Брюгге, Бельгия)
- Station Area Hasselt; masterplan (Хасселт, Бельгия)
- Monjuïc; masterplan and landscape design (Барселона, Испания)
- Les Halles; masterplan and landscape design (Париж, Франция)
- Siemens City; urban design (Мюнхен, Германия)
- Zürich Seeufer; masterplan (Цюрих, Швейцария)
- Wharf District Parks, Central Artery Project; initial concept (Бостон, США)

## Награды и премии
- 2006 — Toronto Waterfront Revitalization, Торонто, Канада (первая премия)
- 2006 — Parque Lineal de Manzanares, Мадрид, Испания (первая премия)
- 2006 — Wohnen in Jensfeld, Гамбург, Германия (первая премия)
- 2005 — Jubilee Gardens, Лондон, Великобритания (первая премия)
- 2003 — Central Park Amsterdam North, Амстердам, Нидерланды (первая премия)
- 2001 — Nassaukade, headquarters and residential development, Роттердам, Нидерланды (первая премия)
- 2001 — Kings Crescent urban planning, Лондон, Великобритания (первая премия)
- 2001 — Business Park and new terminal, Maastricht Aachen Airport, Нидерланды (первая премия)
- 1999 — Residential area 450 dwellings Hoogveld, Heerlen, Нидерланды (первая премия)
- 1998 — Seregno Headquarters and public space co-ordination with Dominique Perrault, Италия (первая премия)
- 1997 — Traverse and extension to Zoological Park Emmen Zoo, Нидерланды (первая премия)
- 1997 — Central Park, Leidsche Rijn, Нидерланды (первая премия)
- 1997 — Redesign of the Waterfront of Thessaloniki, Греция (первая премия)
- 1996 — AEGON square, Гаага, Нидерланды (первая премия, реализация 2001)
- 1995 — Interpolis headquarters garden, Тилбург, Нидерланды (первая премия, реализация 1998)
- 1995 — Human Rights Building United Nations, with O.M.A., Женева, Швейцария (первая премия)
- 1994 — Diemerzeedijk, residential area for 30.000 new inhabitants, Амстердам, Нидерланды (первая премия и премия жюри)